# Jan Pol (molen)
De Jan Pol is een koren- en pelmolen in het Drentse Dalen.
De molen werd in 1876 gebouwd als opvolger van een molen uit 1820 die door blikseminslag in 1875 was afgebrand. De huidige molen kwam na de Tweede Wereldoorlog buiten bedrijf en werd in 1958 gedeeltelijk onttakeld. De molen werd vervolgens in 1971 en in 1994 gerestaureerd. Thans is de molen als museum ingericht, maar draait zeer geregeld dankzij enkele vrijwillige molenaars. Tot 1981 was de molen eigendom van Jan Pol. Zijn weduwe verkocht de molen in 1988 aan de toenmalige gemeente Dalen (thans Coevorden). De molen was vroeger naamloos, maar heeft de naam van de vroegere eigenaar en molenaar gekregen. De molen is de hoogste molen van Drenthe. De huidige molenaar van molen Jan Pol is Ricardo Hemme.
Aan de andere kant van het dorp Dalen staat de stellingkorenmolen De Bente.

## Technische details
De molen is voorzien van twee koppels maalstenen en één pelsteen. De twee maalkoppels hebben kunststenen. Bij het ene koppel hebben de stenen een doorsnede van 1,50 m. (17der stenen) en bij het andere koppel zijn ze 1,40 m (16der stenen) groot. De pelsteen heeft een diameter van 1,60 meter (18der steen).
De uit 1972 stammende roeden met een lengte van 21,60 meter zijn voorzien van het Oudhollands wieksysteem met zeilen. De gelaste roeden zijn gemaakt door de firma Huberts.
De gietijzeren bovenas is in 1866 gegoten door de firma Prins van Oranje te 's-Hage en heeft nummer 402.
De molen wordt op de wind gezet met een kruiwiel. De kap draait op een neutenkruiwerk.
De molen wordt gevangen, geremd, met een Vlaamse vang, die bediend wordt met een wipstok. De vangbalk ligt bij een draaiende molen op een duim.
De molen heeft een apart afschietwerk en een door de molen aangedreven kammenluiwerk.

## Overbrengingen
- De overbrengingsverhoudingen zijn 1 : 5,92, 1 : 5,77 en 1 : 7,83.
- Het bovenwiel heeft 61 kammen en bonkelaar heeft 32 kammen. De koningsspil draait hierdoor 1,91 keer sneller dan de bovenas.
- Het spoorwiel heeft 115 kammen en de steenrondsels 37 en 38 staven. De steenrondsels draaien hierdoor 3,11 en 3,03 keer sneller dan de koningsspil en 5,92 en 5,77 keer sneller dan de bovenas. Het steenrondsel van de pelsteen heeft 28 kammen en draait hierdoor 4,11 keer sneller dan de koningsspil en 7,83 keer sneller dan de bovenas.
- De luibonkelaar op de koningsspil heeft 34 en het luiwiel 17 kammen.

## Fotogalerij

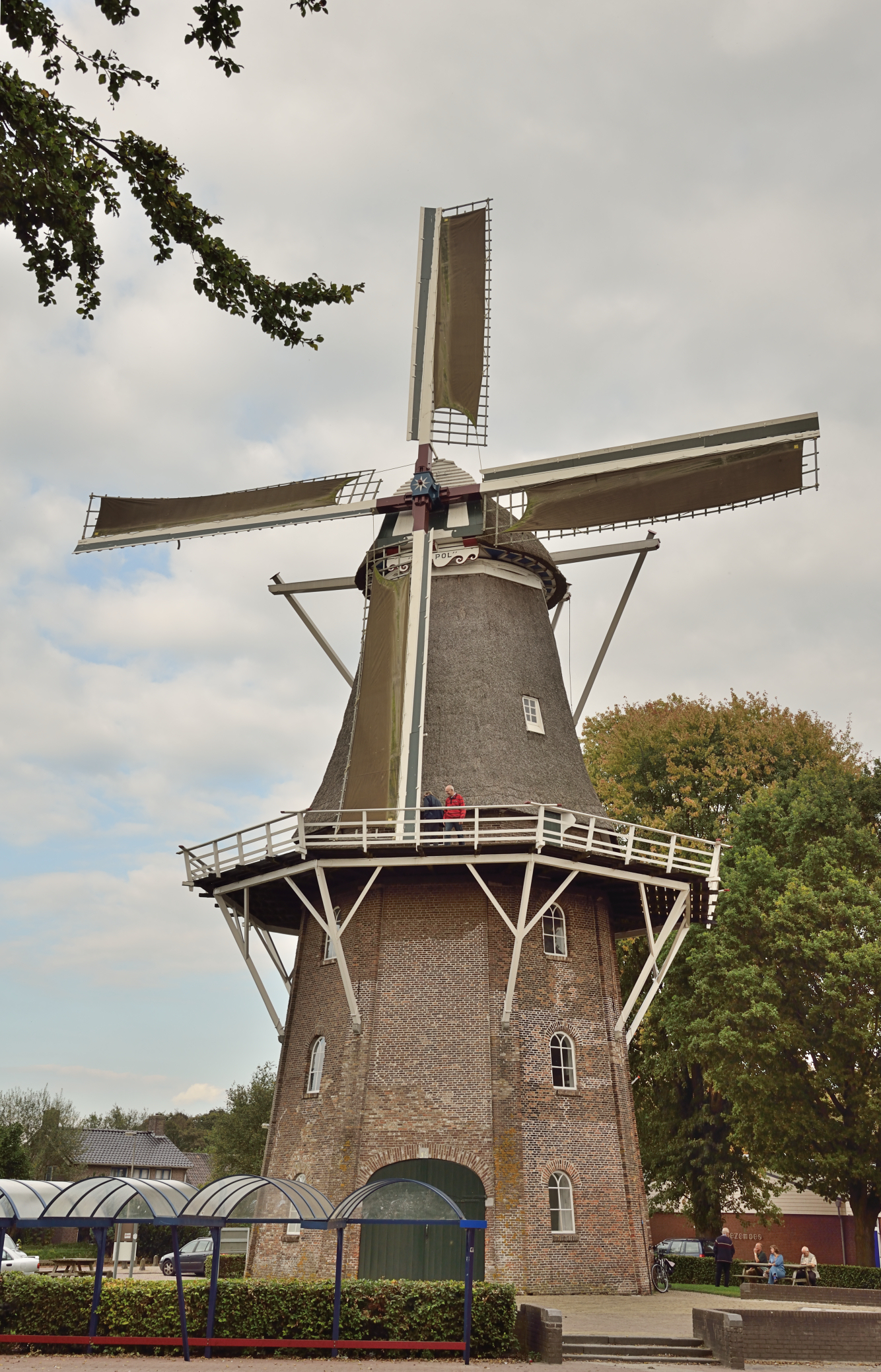
September 2014
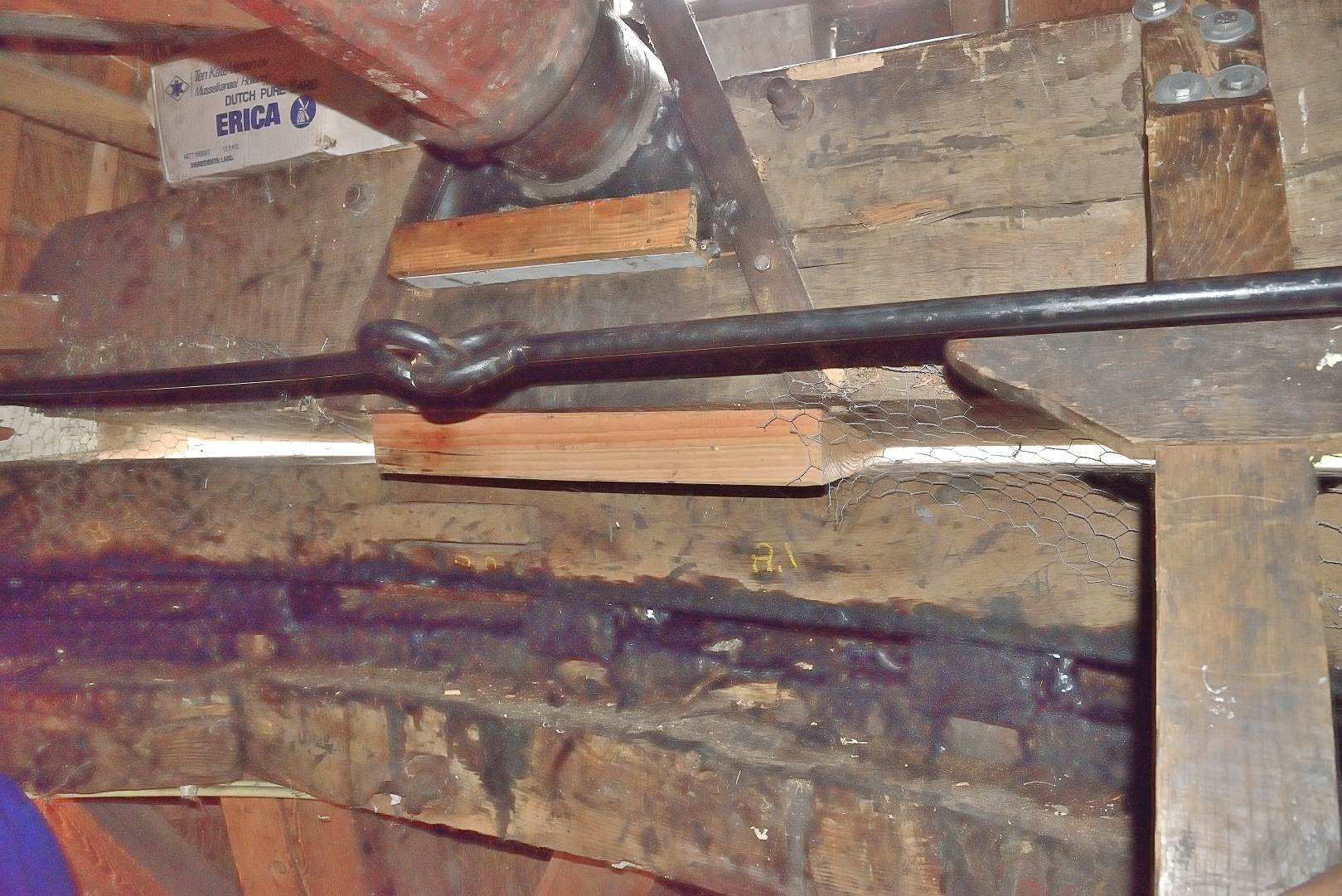
Penbalk
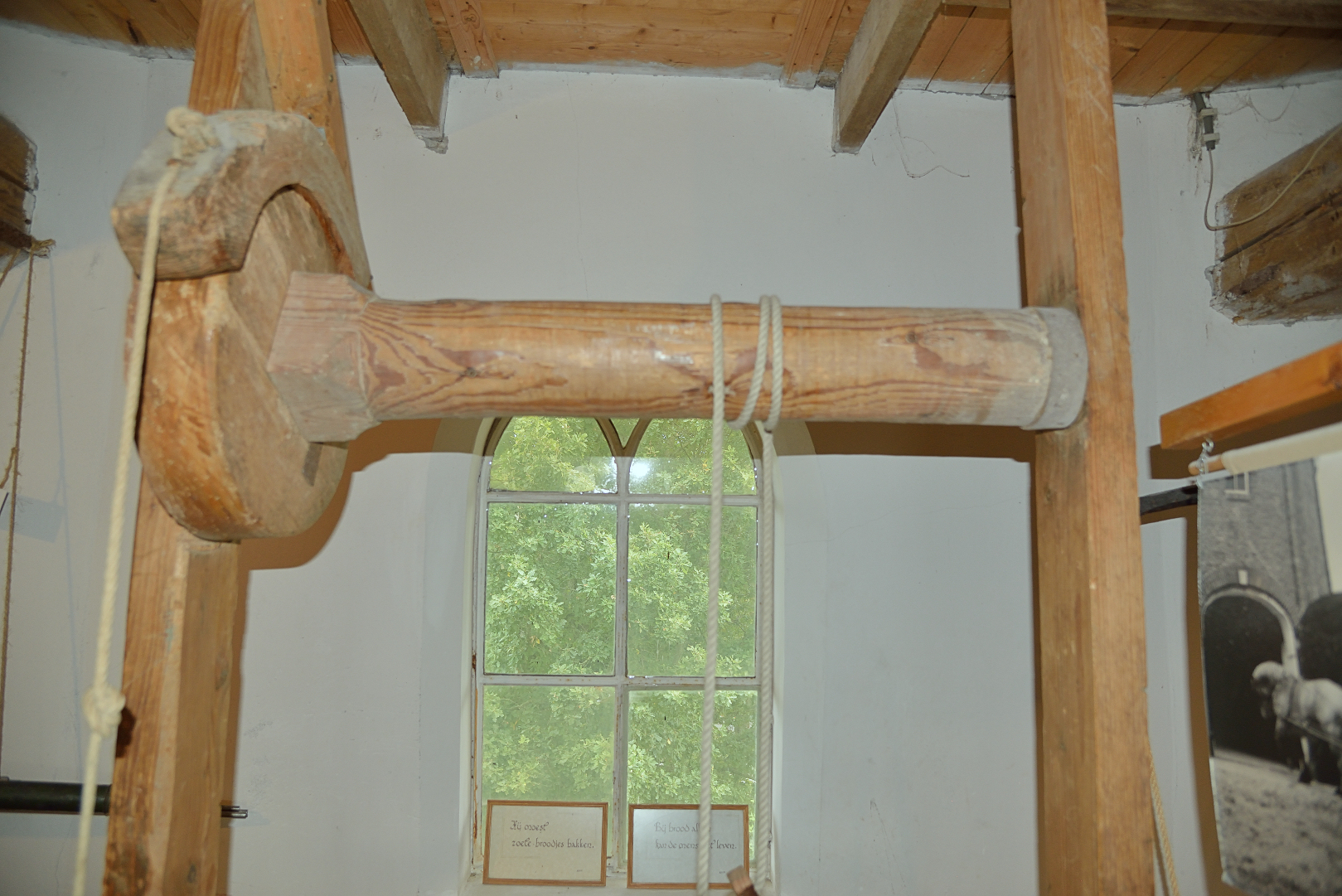
Afschietwerk
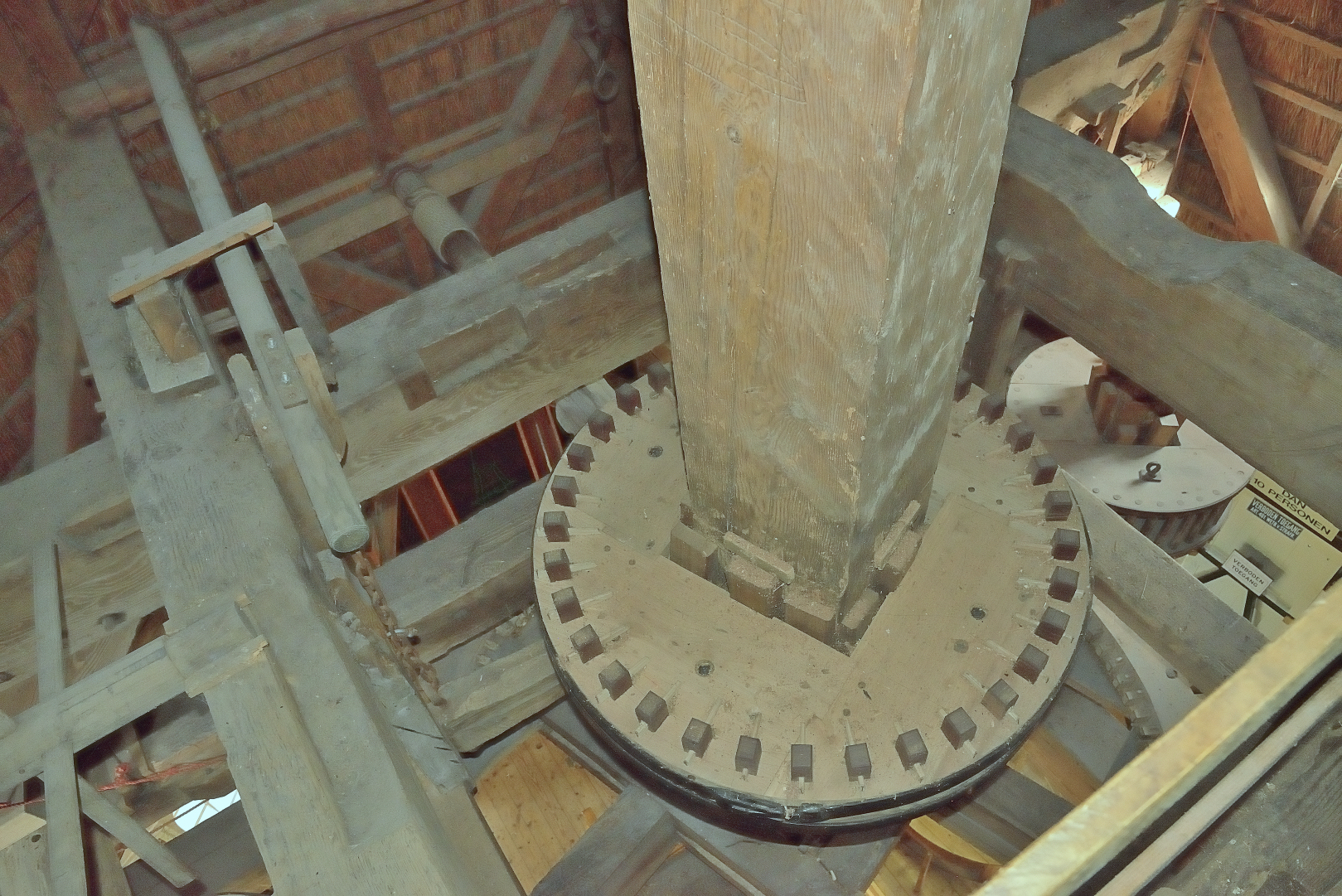
Kammenluiwerk
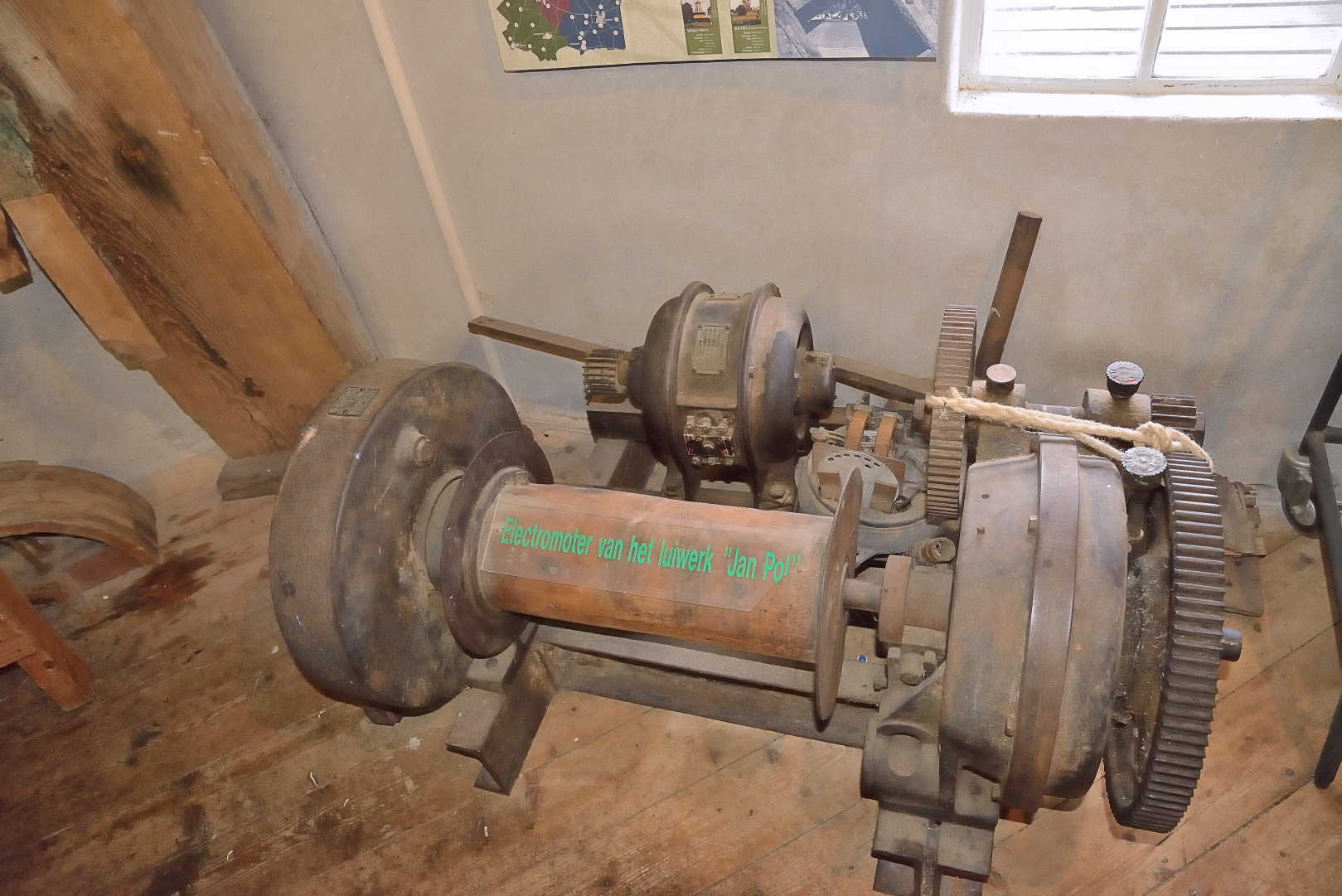
Voormalig luiwerk, elektrisch aangedreven
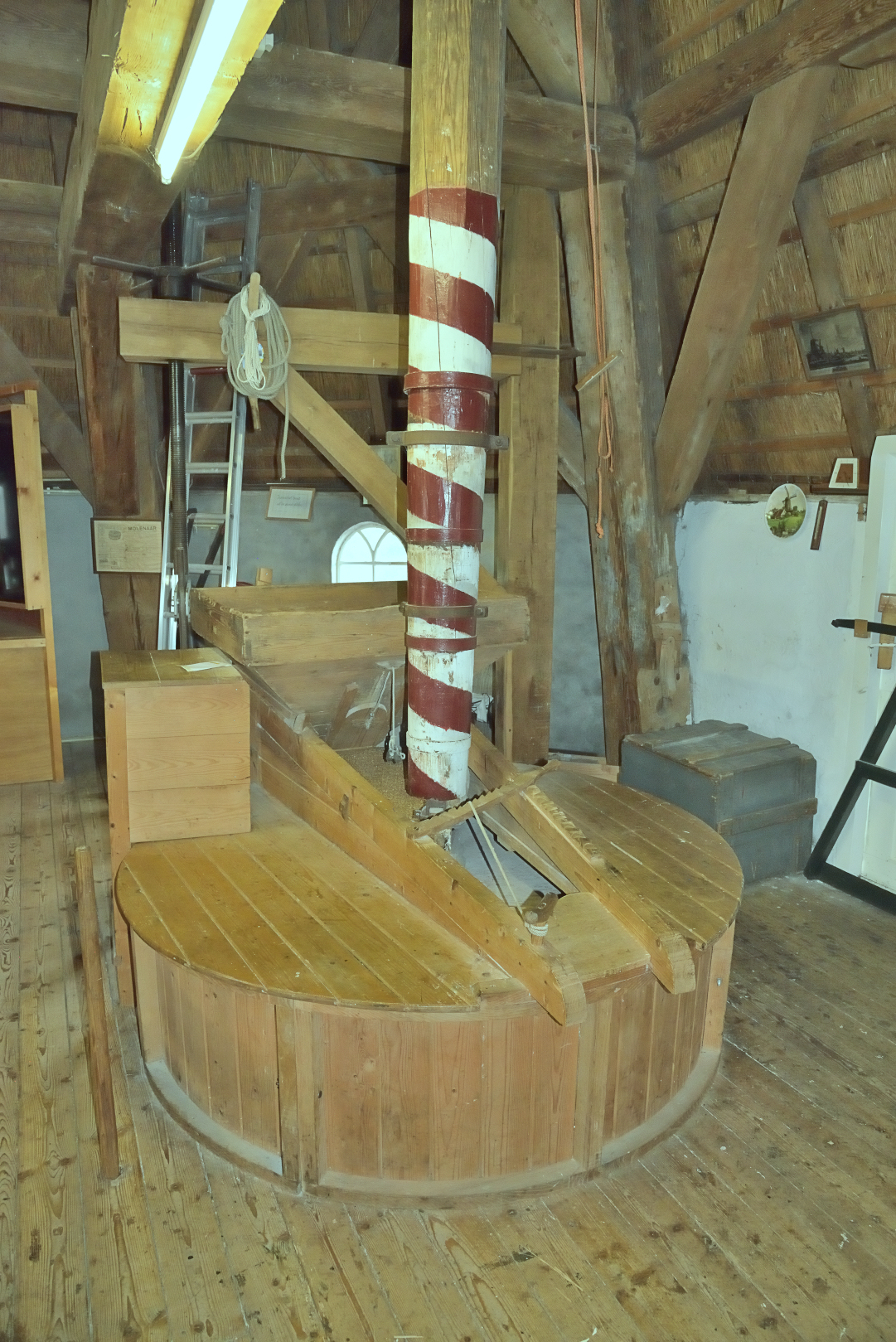
Maalkoppel
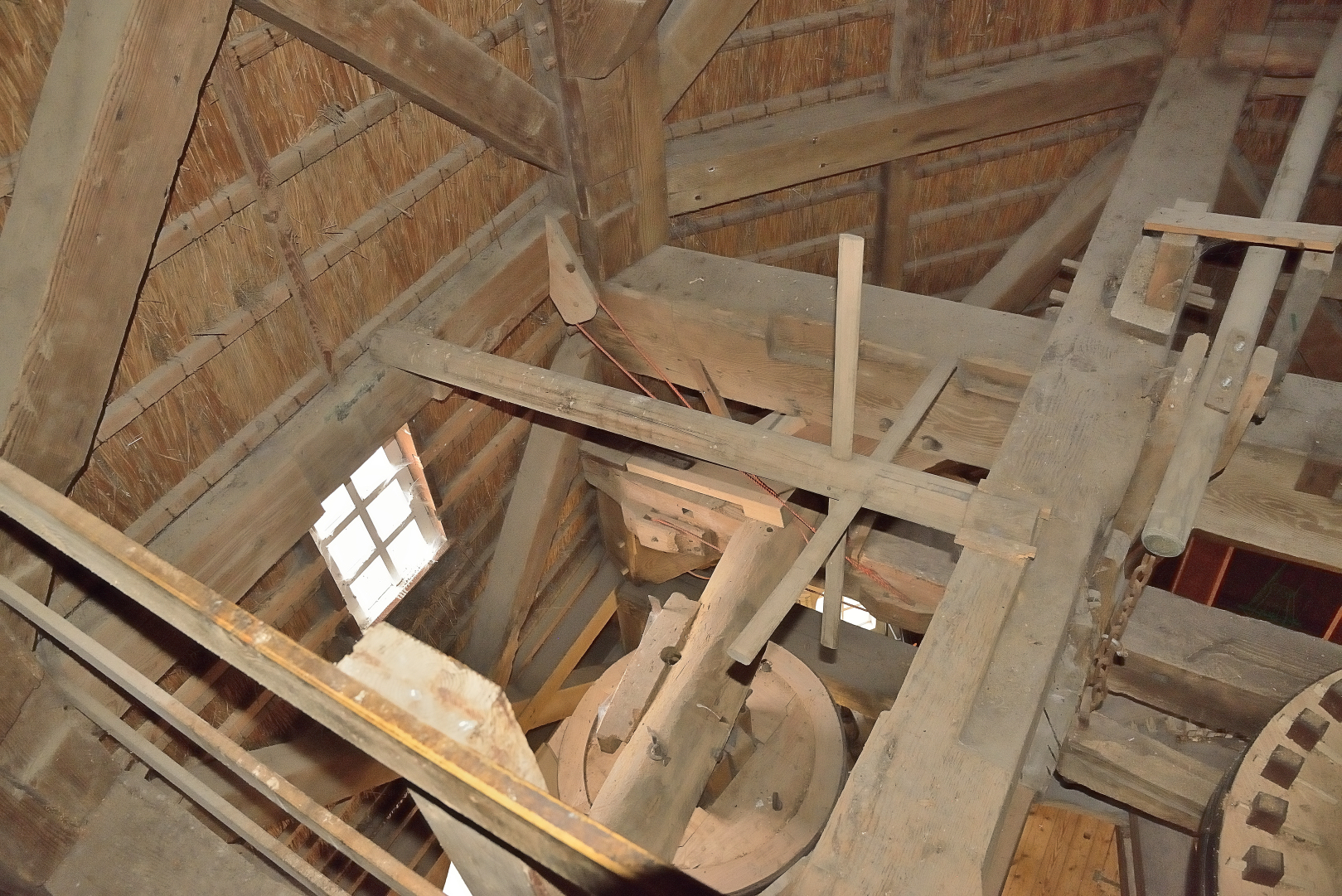
Wervelbalk met steenspil
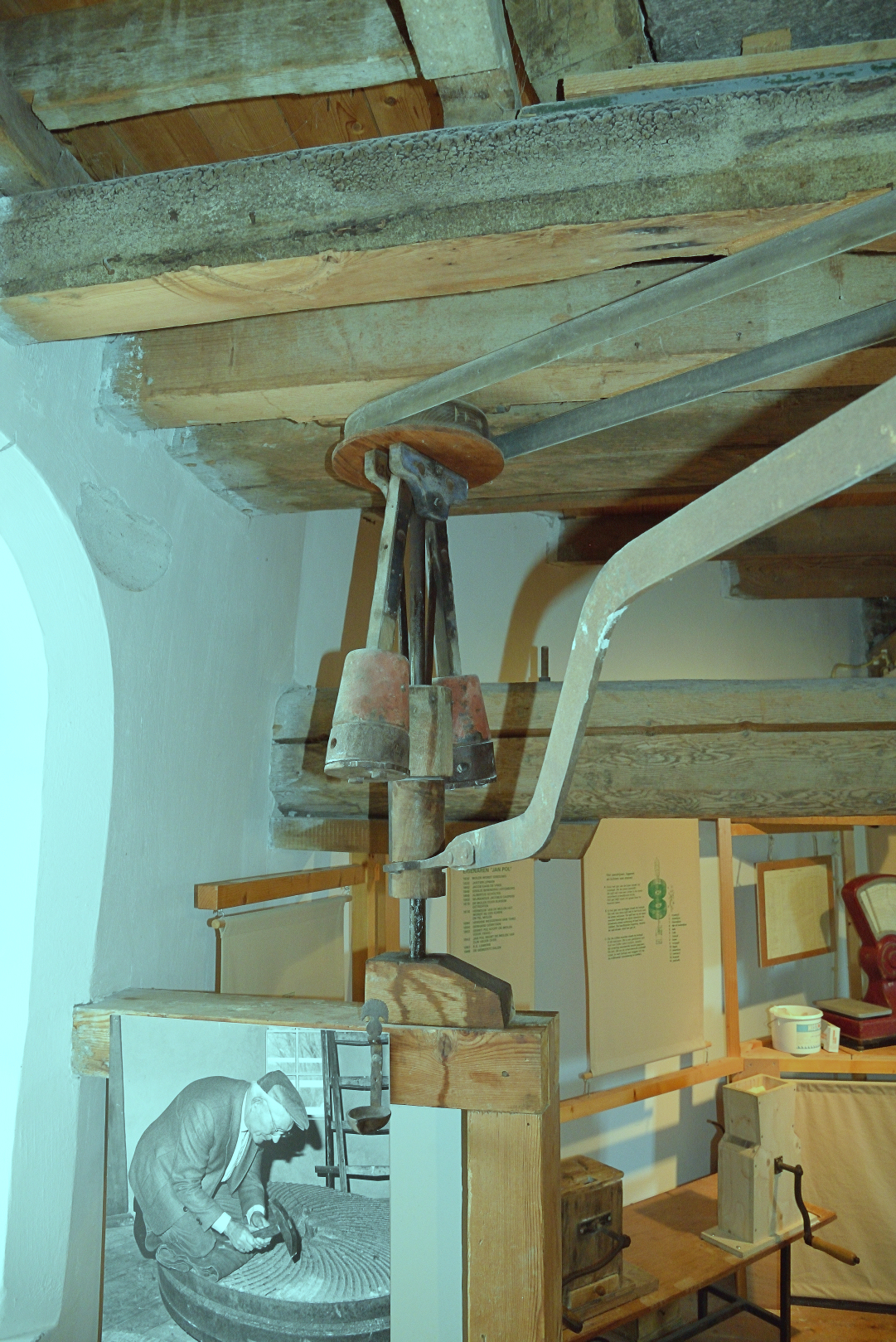
Regulateur
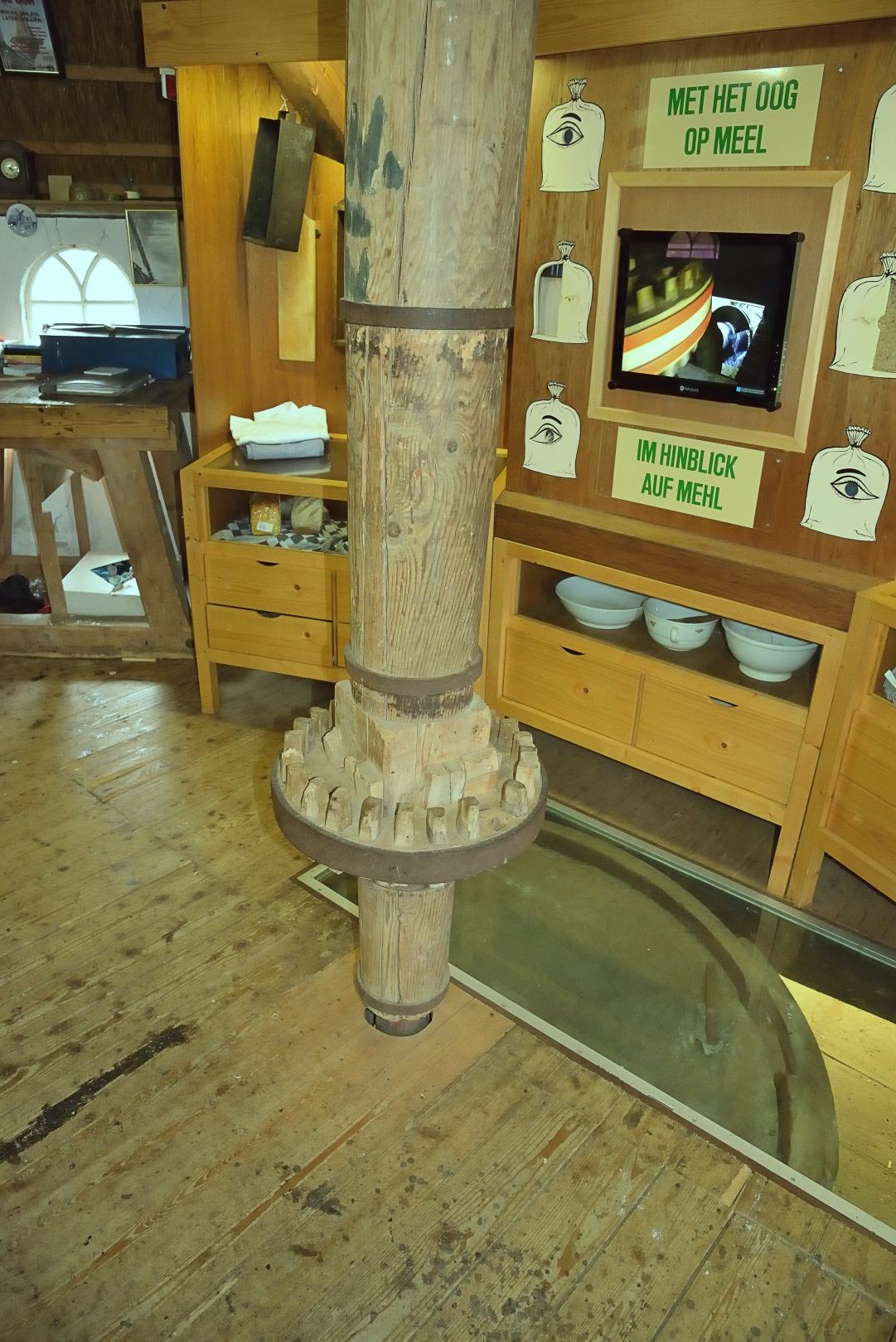
Pelspil
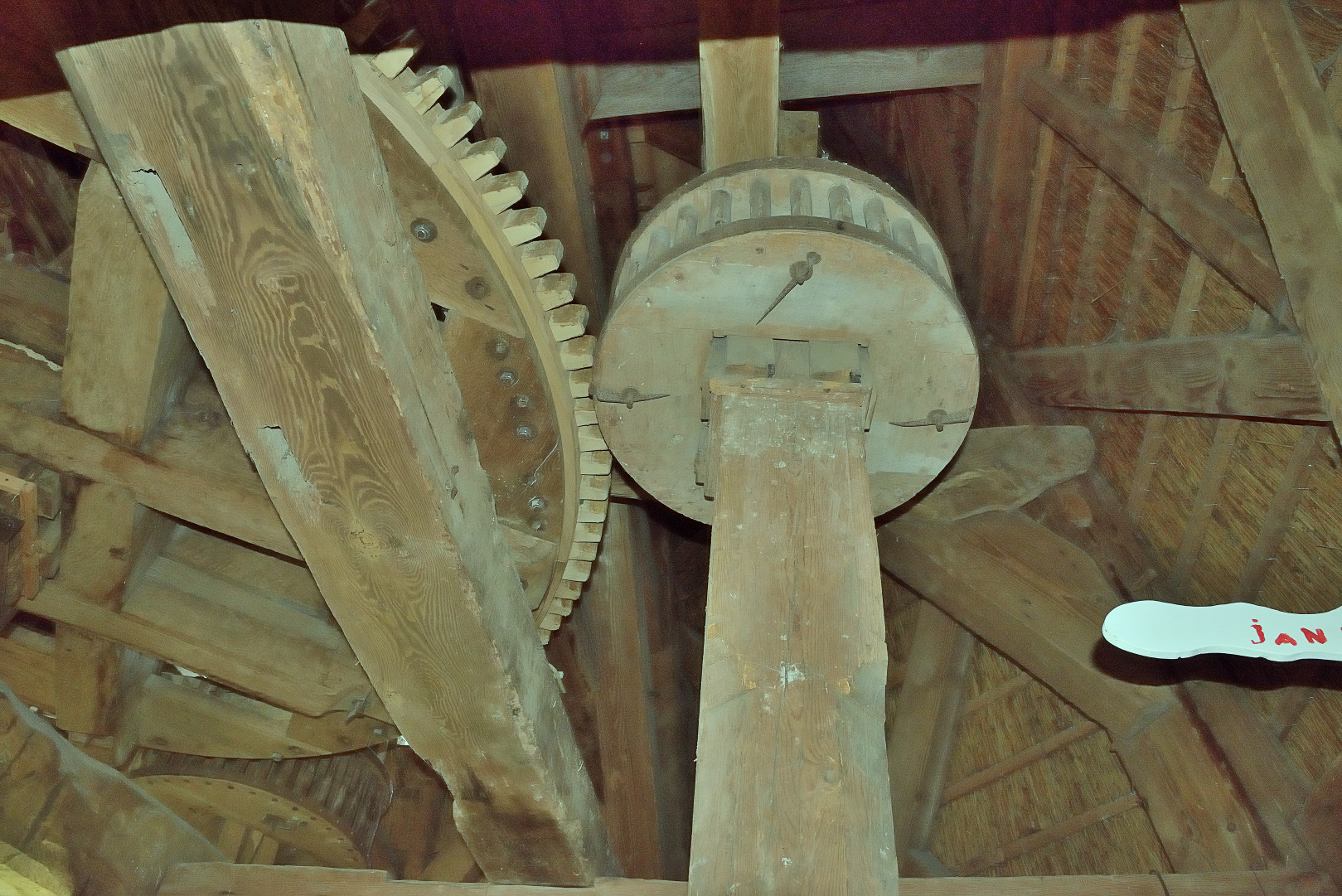
Steenrondsel pelsteen